# Liste der costa-ricanischen Botschafter in Deutschland
Der costa-ricanische Botschafter in Berlin ist regelmäßig auch in Prag und Kopenhagen akkreditiert. Sitz der Botschaft ist die Dessauer Straße 28–29 in Berlin.

## Geschichte
Im August 1841 legte Carlos Rodolfo Klee Beglaubigungsschreiben der Hansestädte Bremen, Hamburg und Lübeck bei der Regierung von Costa Rica vor.
Am 10. März 1848 schlossen Nazario Toledo und Klee den Toledo-Klee-Vertrag, dem sich später das Großherzogtum Mecklenburg-Schwerin anschloss.
1871 erhielt Juan Federico Lahmann Exequatur als Konsul in San José (Costa Rica) und die Regierungen wechselten Noten. Am 18. Mai 1875 wurde der Herrera-Lahmann-Vertrag zu Freundschaft Handel und Schiffahrt geschlossen. 1876 wurde Werner von Bergen Geschäftsträger nächst der Regierung in San José (Costa Rica) mit Sitz in Guatemala-Stadt.
1964 war die Adresse der Auslandsvertretung Bad Godesberg-Mehlem Nibelungenstraße 11. 1966 war die Adresse der Auslandsvertretung Bad Godesberg-Mehlem, Parkweg 1.
| Agrément / Ernennung / Akkreditierung | Botschafter                                  | Bemerkungen | ernannt von                       | akkreditiert während der Regierung | Posten verlassen |
| ------------------------------------- | -------------------------------------------- | --- | --------------------------------- | ---------------------------------- | ---------------- |
| 1873                                  | Moses Maximilian Siegfried Borchardt         | Minister-Resident (* 1815 in Stettin; † 1880 in Berlin) Doktor der Rechte Privatbankier | Rafael Barroeta Baca              | Wilhelm I.                         | 1880             |
| 1889                                  | Manuel María de Peralta y Alfaro             | Sitz zunächst in Madrid und anschließend in Paris | Carlos Durán Cartin               | Wilhelm II.                        | 1917             |
| 1917                                  | Unterbrechung der diplomatischen Beziehungen | | Federico Alberto Tinoco Granados  | Wilhelm II.                        | 1920             |
| 1920                                  | konsularische Beziehungen                    | | Julio Acosta García               | Kabinett Bauer                     | 1941             |
| 1953                                  | Gonzalo Cubero Otoya                         | ab 1956 Botschafter | José Figueres Ferrer              | Kabinett Adenauer I                | 1958             |
| 1958                                  | Franz Amrhein Becker                         | | Mario Echandi Jiménez             | Kabinett Adenauer III              | 1960             |
| 1960                                  | Luis Demetrio Tinoco Castro                  | | Mario Echandi Jiménez             | Kabinett Adenauer III              | 1962             |
| 1962                                  | Rodolfo J. Pinto Echeverría                  | von 1958 bis 1962: Botschafter in Paris | Francisco José Orlich Bolmarcich  | Kabinett Adenauer IV               | 1966             |
| 1966                                  | Diego López Roig                             | | José Joaquín Trejos Fernández     | Kabinett Erhard II                 | 1968             |
| 1968                                  | Eduardo Yglesias Rodríguez                   | (* 1904 in San José (Costa Rica); † 1978) | José Joaquín Trejos Fernández     | Kabinett Kiesinger                 | 1970             |
| 1970                                  | Manuel Blanco Cervantes                      | | José Figueres Ferrer              | Kabinett Brandt I                  | 1975             |
| 1975                                  | Carlos José Gutiérrez Gutiérrez              | | Daniel Oduber Quirós              | Kabinett Schmidt I                 | 1976             |
| 1976                                  | Alvar Antillón Salazar                       | | Daniel Oduber Quirós              | Kabinett Schmidt I                 | 1978             |
| 1978                                  | Arnoldo Amrhein Pinto                        | | Rodrigo Carazo Odio               | Kabinett Schmidt II                | 1982             |
| 1982                                  | Claudio Joaquin Volio Pacheco                | | Luis Alberto Monge Álvarez        | Kabinett Kohl I                    | 1986             |
| 1987                                  | José Joaquín Chaverri Sievert                | | Óscar Arias Sánchez               | Kabinett Kohl III                  | 1990             |
| 1990                                  | Arnoldo Amrhein Pinto                        | 2. Amtszeit | Rafael Ángel Calderón Fournier    | Kabinett Kohl III                  | 1994             |
| 1994                                  | Ekhart Peters Seevers                        | | José María Figueres Olsen         | Kabinett Kohl IV                   | 1998             |
| 1998                                  | Rafael Ángel Herra Rodriguez                 | (* 18. November 1943 in Alajuela). studierte Philosophie an der Universidad de Costa Rica, absolvierte einen Aufbaustudiengang an der Universität Mainz und wurde am dortigen Institut für Publizistik zum Doktor promoviert. | Miguel Angel Rodríguez Echeverría | Kabinett Kohl V                    | 2001             |
| 2002                                  | Bernd Niehaus Quesada                        | [ 3 ] | Abel Pacheco                      | Kabinett Schröder I                | 2010             |
| 2010                                  | José Joaquín Chaverri Sievert                | (* 30. August 1949) | Laura Chinchilla Miranda          | Kabinett Merkel II                 | 2015             |
| 2016                                  | Giancarlo Luconi Coen                        | | Luis Guillermo Solís              | Kabinett Merkel III                | 2018             |
| 2018                                  | Lydia Peralta Cordero                        | | Carlos Alvarado Quesada           | Kabinett Merkel IV                 | 2023             |
| 2023                                  | Antonio José Lehmann                         | | Rodrigo Chaves Robles             | Kabinett Scholz                    |                  |